# Suntar-Chajata
Suntar-Chajata (ros. Сунтар-Хаята) – pasmo górskie w azjatyckiej części Rosji, w Jakucji i Kraju Chabarowskim. Stanowi przedłużenie Gór Wierchojańskich w kierunku południowo-wschodnim, otacza od południowego zachodu Wyżynę Ojmiakońską. Na południowym wschodzie graniczy z Górami Czerskiego. Długość pasma około 450 km. 
Pasmo stanowi dział wodny między zlewiskami Morza Wschodniosyberyjskiego i Morza Ochockiego (oddziela zlewnię rzeki Indygirki na północnym wschodzie od zlewni rzeki Ałdan i innych rzek uchodzących do Morza Ochockiego).  
Północno-zachodnia część pasma bywa nazywana Pasmem Głównym. Najwyższym szczytem jest Mus-Chaja (2959 m n.p.m.). Inne wyższe szczyty to m.in. Pałatka (2944 m), Bieril (2933 m), Gora Rakowskogo (2889 m), Gora Waskowskogo (2790 m) i Góra Obruczewa.
Pasmo wypiętrzone w czasie orogenezy alpejskiej; zbudowane ze skał wylewnych i granitów. W najwyższych partiach lodowce (208 o łącznej powierzchnia ponad 206 km²) i strefa kruchych lodów (800 km²); poniżej tundra górska, las modrzewiowy i bagna.